# Distretto di Maojian
Il distretto di Maojian (茅箭区S, Máojiàn QūP) è un distretto della Cina, situato nella provincia di Hubei e amministrato dalla prefettura di Shiyan.